# 音響伝送メディアによるIP伝送
音響伝送メディアによるIP伝送（おんきょうでんそうめでぃあによるアイピーでんそう）は、モールス符号を用いた音響通信によってIP伝送を行う通信プロトコルである。
これは1996年のエイプリルフールにRFC 1926として発行されたジョークRFCである。

## 概要
このRFCは、ノートパソコン（英: laptop computer）に搭載されている音波を媒体とした無線通信を行うためのハードウェア（スピーカーおよびマイクなど）を使って、モールス符号を使用してIPデータグラムを伝送するプロトコルを提案している。
また、文書の随所に通常のネットワーク用語と同じ略語となる独自の用語をちりばめて書かれている。以下に例を挙げる。
| 略語     | 本RFCでの用語                                      | 一般的な用語                                                     |
| -------- | -------------------------------------------------- | ---------------------------------------------------------------- |
| ATM      | Acoustical Transmission Media （音響伝送メディア） | Asynchronous Transfer Mode                                       |
| （なし） | network beep order                                 | network byte order （エンディアンを参照）                        |
| AS       | Acoustical Signature number （音響シグネチャ）     | Autonomous System number （自律システム (インターネット)を参照） |
| LAN      | Local Acoustical Network                           | Local area network                                               |

## プロトコル詳細
IPデータグラムはネットワーク・ビープ・オーダーで、4ビットごとに分割して、以下の表に従って文字に変換する。
フレーム開始信号として1文字の "b" （モールス符号：－・・・）を前置して、その後にIPデータグラムを変換した文字列を、一般的な欧文モールス符号で伝送する。
| ビット | 文字 | モールス符号 |
| ------ | ---- | ------------ |
| 0000   | "i"  | ・・         |
| 0001   | "t"  | －           |
| 0010   | "s"  | ・・・       |
| 0011   | "a"  | ・－         |
| 0100   | "n"  | －・         |
| 0101   | "h"  | ・・・・     |
| 0110   | "d"  | －・・       |
| 0111   | "r"  | ・－・       |
| 1000   | "u"  | ・・－       |
| 1001   | "m"  | －－         |
| 1010   | "v"  | ・・・－     |
| 1011   | "f"  | ・・－・     |
| 1100   | "w"  | ・－－       |
| 1101   | "l"  | ・－・・     |
| 1110   | "k"  | －・－       |
| 1111   | "g"  | －－・       |

この時のモールス符号の音の周波数は、送信者の音響シグネチャ（AS番号）と呼ばれる。複数のローカル・アコースティック・ネットワーク（LAN）が共存できるように、LANごとに異なるAS番号を使用することを提案されている。
このRFCでは、以下の7つの標準的なAS番号を提案されている。
| AS番号名 | 周波数    |
| -------- | --------- |
| "a"      | 440ヘルツ |
| "b"      | 494ヘルツ |
| "c"      | 523ヘルツ |
| "d"      | 587ヘルツ |
| "e"      | 659ヘルツ |
| "f"      | 698ヘルツ |
| "g"      | 784ヘルツ |

通常の運用ではAS番号 "a" である 440 ヘルツを使用すること想定している。